# Кац, Леонид Семёнович
Леонид Семёнович (Иосиф Хононович) Кац (1917, Херсон — 1996, Франция) ― советский дирижёр и педагог, Заслуженный артист РСФСР (1973).

## Биография
Родился в 1917 году в Херсоне в еврейской семье. В детстве вместе с семьёй переехал в Одессу.
Учился по классу скрипки в музыкальной школе имени П. С. Столярского. В 1941 году по классу скрипки окончил Одесскую консерваторию. 
В годы Великой Отечественной войны работал в эвакуации в симфоническом оркестре Куйбышевской областной филармонии. Был призван в армию, воевал, награждён орденом Отечественной войны 2-й степени (1985). После войны, в 1945—1949 годах, учился на дирижёрском факультете Киевской консерватории у профессора А. И. Климова, после чего работал в симфоническом оркестре Одесской областной филармонии.
С 1952 года Леонид Кац жил в Ростове-на-Дону, куда был приглашён на должность главного дирижёра и художественного руководителя симфонического оркестра областной филармонии. Одновременно преподавал в Ростовском музыкальном училище. Ростовский оркестр за годы руководства им Л. С. Кацем (1952—1974), выдвинулся в число ведущих коллективов СССР. В 1974 году Кац оставил руководство оркестром, а в 1983 году прекратил педагогическую деятельность. В последующие годы жил во Франции.

Памятная доска в Ростове-на-Дону

Умер в 1996 году во Франции. В Ростове-на-Дону на здании филармонии ему установлена мемориальная доска, отличающаяся тем, что на её барельефной поверхности дирижёрская палочка является отдельным объёмным элементом.
Его сын — Кац Михаил Иосифович (род. 1954) — виолончелист, дирижёр; живёт во Франции.